# 佐藤豪則
佐藤 豪則（さとう たけのり、1985年6月8日 - ）は、日本の男性総合格闘家。秋田県秋田市飯島出身。フリーランス。第6代ウェルター級キング・オブ・パンクラシスト。
プロレスラーの豪（佐藤豪志）は双子の実兄。

## 来歴
学生時代は柔道をやっていた。プロレスが好きで桜庭和志に憧れ、サイトー會館で練習に励む。秋田経法大学附属高校卒業後の2004年4月に髙田道場に入門した。
2004年12月18日、DEEP 17th IMPACTで開催されたフューチャーキングトーナメント82 kg以下級に出場し、優勝を果たした。
2006年春、桜庭の退団と前後して、佐藤も高田道場を退団し行動を共にする。
2007年6月9日、CAGE FORCE 03で久松勇二と対戦し、引き分け。
2007年9月、桜庭が結成した「チーム桜畑」所属となった（のちにLaughter7と改称）。
2007年9月17日、HERO'Sのオープニングファイトとして行われた「チーム桜畑 vs. U-FILE対抗戦」に出場。長井憲治に腕ひしぎ十字固めで一本勝ち。
2008年3月26日、初出場となったパンクラスで鳥生将大と対戦し、引き分け。
2009年8月8日、PANCRASE 2009 CHANGING TOURで行われたミドル級キング・オブ・パンクラス タイトルマッチで王者竹内出に挑戦し、判定ドローで王座獲得に失敗した。
2009年9月23日、戦極初出場となった戦極 〜第十陣〜でジョー・ドークセンと対戦し、パウンドでTKO負けを喫した。
2010年2月7日、PANCRASE 2010 PASSION TOURで行われたミドル級暫定キング・オブ・パンクラスタイトルマッチで近藤有己と対戦し、0-3の判定負けを喫し王座獲得に失敗した。
2011年2月6日、PANCRASE 2011 IMPRESSIVE TOURで行われたウェルター級キング・オブ・パンクラス タイトルマッチで王者URAKENに挑戦。チキンウィングアームロックで見込み一本勝ちを収め王座獲得に成功した。
2011年10月2日、	PANCRASE 2011 IMPRESSIVE TOURで行われたウェルター級キング・オブ・パンクラス タイトルマッチで挑戦者の石川英司と対戦し、三者三様のドローとなり2度目の防衛に成功した。
2012年3月11日、PANCRASE 2012 PROGRESS TOURで行われたウェルター級キング・オブ・パンクラス タイトルマッチで挑戦者のストラッサー起一と対戦し、判定勝ちを収め3度目の防衛に成功した。
2012年9月1日、PANCRASE 2012 PROGRESS TOURで行われたウェルター級キング・オブ・パンクラス タイトルマッチで挑戦者のKEI山宮と対戦し、判定勝ちを収め4度目の防衛に成功した。
2013年5月19日、PANCRASE 2012 PROGRESS TOURで行われたウェルター級キング・オブ・パンクラス タイトルマッチで挑戦者の鈴木槙吾と対戦し、V1アームロックで一本勝ちを収め5度目の防衛に成功した。

### UFC
2014年2月15日、UFC初出場となったUFC Fight Night: Machida vs. Mousasiでエリック・シウバと対戦し、パウンドでKO負けを喫した。
2014年6月18日、UFCと契約中であるため、パンクラスウェルター級王座を返上した。
2014年9月20日、日本で開催されたUFC Fight Night: Hunt vs. Nelsonでイム・ヒョンギュと対戦し、肘打ちで1RKO負けを喫した。

### Top FC
2015年5月9日、PRO FCウェルター級王座決定戦でチャド・レイナーと対戦し、腕ひしぎ十字固めで2R一本勝ちを収め、王座獲得に成功した。
2016年3月19日、Top FC 10: Min Gu vs. Yeong Gwangでキム・ハンスルと対戦し、3R判定負け。
2016年5月22日、Top FC 11: Top FC vs. Kunlun Fightでパク・ジョンスと対戦し、1Rに腕ひしぎ十字固めで一本勝ちを収めた。
2017年12月2日、MFP 214: GOVERNOR'S CUP 2017でアルマン・ツァルキヤンと対戦し、判定負けを喫した。

## 戦績
| 総合格闘技 戦績 | 総合格闘技 戦績 | 総合格闘技 戦績 | 総合格闘技 戦績 | 総合格闘技 戦績 | 総合格闘技 戦績 | 総合格闘技 戦績 |
| --------------- | --------------- | --------------- | --------------- | --------------- | --------------- | --------------- |
| 41 試合         | (T)KO           | 一本            | 判定            | その他          | 引き分け        | 無効試合        |
| 20 勝           | 3               | 8               | 9               | 0               | 7               | 2               |
| 12 敗           | 7               | 0               | 5               | 0               | 7               | 2               |

| 勝敗 | 対戦相手                         | 試合結果                           | 大会名                                                                                | 開催年月日     |
| ○    | 近藤有己                         | 5分3R終了 判定3-0                  | PANCRASE 335                                                                          | 2023年7月9日   |
| ×    | アルマン・ツァルキヤン           | 5分3R終了 判定0-3                  | MFP 214: GOVERNOR'S CUP 2017                                                          | 2017年12月2日  |
| －   | ホン・ソンチャン                 | 5R ノーコンテスト                  | Top FC 15                                                                             | 2017年7月22日  |
| －   | ホン・ソンチャン                 | 1R ノーコンテスト（反則）          | Top FC 12: Min Gu vs. Seung Woo                                                       | 2016年9月11日  |
| ○    | バク・ジョンス                   | 1R 1:30 腕ひしぎ十字固め           | Top FC 11: Top FC vs. Kunlun Fight                                                    | 2016年5月22日  |
| ×    | キム・ハンスル                   | 5分3R終了 判定0-3                  | Top FC 10: Min Gu vs. Yeong Gwang                                                     | 2016年3月19日  |
| ○    | チャド・レイナー                 | 1R 2:20 腕ひしぎ十字固め           | PRO Fighting: PRO FC 10 【PRO FCウェルター級王座決定戦】                              | 2015年5月9日   |
| ×    | イム・ヒョンギュ                 | 1R 1:18 KO（肘打ち）               | UFC Fight Night: Hunt vs. Nelson                                                      | 2014年9月20日  |
| ×    | エリック・シウバ                 | 1R 0:52 KO（パウンド）             | UFC Fight Night: Machida vs. Mousasi                                                  | 2014年2月15日  |
| ○    | イスラム・ガライエフ             | 2R 2:09 チキンウィングアームロック | TRIBE TOKYO FIGHT 〜長南亮引退興行〜                                                  | 2013年10月20日 |
| ○    | 鈴木槙吾                         | 3R 2:36 V1アームロック             | PANCRASE 247 【ウェルター級キング・オブ・パンクラス タイトルマッチ】                  | 2013年5月19日  |
| △    | 村山暁洋                         | 5分3R終了 判定0-0                  | PANCRASE 246                                                                          | 2013年3月17日  |
| ○    | KEI山宮                          | 5分3R終了 判定3-0                  | PANCRASE 2012 PROGRESS TOUR 【ウェルター級キング・オブ・パンクラス タイトルマッチ】   | 2012年9月1日   |
| ○    | ストラッサー起一                 | 5分3R終了 判定3-0                  | PANCRASE 2012 PROGRESS TOUR 【ウェルター級キング・オブ・パンクラス タイトルマッチ】   | 2012年3月11日  |
| △    | 石川英司                         | 5分3R終了 判定1-1                  | PANCRASE 2011 IMPRESSIVE TOUR 【ウェルター級キング・オブ・パンクラス タイトルマッチ】 | 2011年10月2日  |
| ○    | 大類宗次朗                       | 5分3R終了 判定3-0                  | PANCRASE 2011 IMPRESSIVE TOUR 【ウェルター級キング・オブ・パンクラス タイトルマッチ】 | 2011年6月5日   |
| ○    | URAKEN                           | 1R 4:40 チキンウィングアームロック | PANCRASE 2011 IMPRESSIVE TOUR 【ウェルター級キング・オブ・パンクラス タイトルマッチ】 | 2011年2月6日   |
| ○    | 鈴木槙吾                         | 5分3R終了 判定3-0                  | PANCRASE 2010 PASSION TOUR                                                            | 2010年12月5日  |
| ○    | 中村勇太                         | 2R 0:34 チキンウィングアームロック | PANCRASE 2010 PASSION TOUR                                                            | 2010年10月3日  |
| ×    | KEI山宮                          | 5分2R終了 判定0-2                  | PANCRASE 2010 PASSION TOUR                                                            | 2010年4月4日   |
| ×    | 近藤有己                         | 5分3R終了 判定0-3                  | PANCRASE 2010 PASSION TOUR 【ミドル級暫定キング・オブ・パンクラス タイトルマッチ】    | 2010年2月7日   |
| ×    | ジョー・ドークセン               | 2R 4:27 TKO（パウンド）            | 戦極 〜第十陣〜                                                                       | 2009年9月23日  |
| △    | 竹内出                           | 5分3R終了 判定0-1                  | PANCRASE 2009 CHANGING TOUR 【ミドル級キング・オブ・パンクラス タイトルマッチ】       | 2009年8月8日   |
| ○    | キム・フン                       | 1R 4:26 腕ひしぎ十字固め           | PANCRASE 2009 CHANGING TOUR                                                           | 2009年6月7日   |
| ○    | 金井一朗                         | 5分2R終了 判定2-0                  | PANCRASE 2009 CHANGING TOUR                                                           | 2009年4月5日   |
| ○    | 藤井陸平                         | 5分3R終了 判定3-0                  | CAGE FORCE EX -eastern bound-                                                         | 2008年11月8日  |
| ○    | 久松勇二                         | 5分2R終了 判定3-0                  | PANCRASE 2008 SHINING TOUR                                                            | 2008年10月1日  |
| ×    | RYO                              | 5分2R終了 判定0-2                  | DEEP 36 IMPACT                                                                        | 2008年7月27日  |
| △    | 鳥生将大                         | 5分2R終了 判定0-0                  | PANCRASE 2008 SHINING TOUR                                                            | 2008年3月26日  |
| ×    | 内藤征弥                         | 1R 4:45 TKO（ドクターストップ）    | CAGE FORCE 05                                                                         | 2007年12月1日  |
| ○    | 長井憲治                         | 1R 2:46 腕ひしぎ十字固め           | HERO'S 2007 ミドル級世界王者決定トーナメント決勝戦                                    | 2007年9月17日  |
| △    | 久松勇二                         | 5分2R終了 判定1-0                  | CAGE FORCE 03                                                                         | 2007年6月9日   |
| ×    | 九十九優作                       | 2R 0:18 KO（パンチ）               | DEMOLITION                                                                            | 2006年12月10日 |
| △    | 瀬戸哲男                         | 5分2R終了 判定0-1                  | DEMOLITION                                                                            | 2006年7月30日  |
| △    | 濱村健                           | 5分3R終了 判定1-0                  | DEEP 20th IMPACT                                                                      | 2005年9月3日   |
| ×    | 濱村健                           | 1R 0:21 TKO（パンチ連打）          | club DEEP 富山 -野蛮人祭り2-                                                          | 2005年5月15日  |
| ○    | ジョウビラ・マルロン・メデイロス | 1R 4:21 TKO（マウントパンチ）      | DEEP HERO 1 〜格闘フェスタ2005 in Zepp Nagoya〜                                       | 2005年4月17日  |
| ×    | 梅田恒介                         | 1R 0:35 TKO（タオル投入）          | DEEP 18th IMPACT                                                                      | 2005年2月12日  |
| ○    | 山田護之                         | 5分2R終了 判定3-0                  | DEEP 17th IMPACT 【フューチャーキングトーナメント 82 kg以下級 決勝】                  | 2004年12月18日 |
| ○    | 中島亮                           | 2R 2:03 TKO（パンチ連打）          | DEEP 17th IMPACT 【フューチャーキングトーナメント 82 kg以下級 準決勝】                | 2004年12月18日 |
| ○    | 七丸                             | 2R 1:00 TKO（パンチ連打）          | DEEP 17th IMPACT 【フューチャーキングトーナメント 82 kg以下級 1回戦】                 | 2004年12月18日 |

## 獲得タイトル
- DEEPフューチャーキングトーナメント2004 82 kg以下級 優勝（2004年）
- 第6代ウェルター級キング・オブ・パンクラス王座（2011年）
- PRO FCウェルター級王座（2015年）